# Стрёумен
Стрёумен (норв. Straumen) — административный центр коммуны Сёрфолл в Норвегии. Население деревни в 2009 году составляло 830 человек.